# 알란다선
알란다선(스웨덴어: Arlandabanan)은 스웨덴 스톡홀름 알란다 공항의 접근을 위한 공항 철도이다. 오스트쿠스트 선 로세르스베리에서 분기하며, 알란다 공항 지하를 지난 다음 오스트쿠스트 선에 다시 합류한다. 여객 영업 전용선이며, 예블레, 린셰핑, 에실스투나 등으로 가는 지역 열차 및 스톡홀름-팔룬, 순스발, 룰레오 등으로 가는 장거리 열차, 스톡홀름 C-알란다 공항 고속 열차 알란다 익스프레스 등이 운행한다.
노선의 영업 거리는 약 19km이며, 공항 지하 터널 구간은 5101m이다. 스웨덴 간선 철도에서 두 번째로 긴 터널이며, 보트니아 선의 남탈 터널 완공 이전에는 가장 긴 터널이었다. 알란다 선은 스웨덴 정부가 소유하고 있으며, A-Train AB는 선로 사용료 및 정차료가 면제된다. 알란다 익스프레스 전용역인 알란다 노라/쇠드라 역은 각각 제 5 터미널 및 제 2-4 터미널을 담당하며, 일반 열차 정차역인 알란다 센트랄 역은 제 4, 5 터미널 사이에 있는 스카이 시티 지하에 있다. A-Train AB 이외 사업자의 열차가 알란다 센트랄 역에 정차하려면 승객당 정차료가 부과된다. 알란다 네드레 및 블락브레텐 정거장도 있으나, 여객 영업은 하지 않는다. 알란다 네드레 정거장은 터널 구간의 급전을 위하여 설치되었고, 블락브레텐 정거장은 알란다 익스프레스 차량 기지와 연결된다.
스웨덴에서 최초로 민자 사업으로 건설된 철도 노선이다. 철도 노선 건설 자체는 이익이 나지 않지만, 고속 열차로 얻은 이익은 크다. 통근 열차의 일간 순 수익은 좌석당 300 크로나이지만, 알란다 익스프레스 열차의 순 수익은 좌석당 5000 크로나이다. 항공유를 운송할 계획이 있었으나, 지하 터널의 안전 문제 때문에 취소되었다. 2006년 이전에는 스톡홀름에서 트럭으로 항공유를 운송하였고, 오스트쿠스트 선 메르스타 역에 파이프라인을 건설하여 항공유를 운반하고 있다.

## 역사
1980년대 초반부터 스톡홀름 알란다 공항에 철도를 건설할 계획이 있었다. 알란다 공항 승객 수의 증가를 유지하고, 교통 혼잡과 환경 오염을 줄이기 위해서이다. 반베르케트에서는 1980년대에 기존 오스트쿠스트 선에서 갈라지는 공항 철도 노선 계획을 짰고, 1990년 로세르스보리와 오덴살라에서 분기하는 것으로 확정되었다. 1993년 정치권의 승인을 얻었고, 2005년 예상 승객 수는 년간 510만 명이다.
반베르케트에서는 국가 자본으로 노선을 건설하려고 하였으나, 당시의 우파 칼 블리트 내각에서 민간 사업으로 건설하기로 하였다. 1993년 건설 및 운영자 입찰을 시작하였고, 1994년 노르딕 건설 회사, SIAB, 바텐폴, GEC-알스톰, 모우렘으로 이루어진 컨소시엄이 낙찰되었다. A-바난 프로옉트 AB(A-Banan Projekt AB)가 설립되었고, 국가가 여기에 일부 투자하였다. 컨소시엄 측에서는 A-Train AB를 세워 2040년까지 알란다 익스프레스의 독점 운영 권한을 주었다. 1995년 컨소시엄에서 A-Train AB로 건설 및 운영권이 넘어갔고, 8억 5천만 크로나 자금 및 10억 크로나 대출을 받았다.
총 건설 비용은 60억 크로나이며, 이 중 20억 크로나는 기존 오스트쿠스트 선을 복복선화 및 증속하는 데 사용하였다. 나머지 40억 크로나는 순수 노선 건설비용으로 사용되었으며, 이 중 24억 크로나를 스웨덴 국가에서 지원하였다. 이 외에도 알란다 익스프레스용 X3 열차를 구입하는 데 노르데아 은행 측의 지급 보증을 해 주었고, 9천만 크로나 상당 부채의 이자를 일시적으로 면제해 주었다. A-Train AB의 대출금 22억 크로나 중 18억 크로나가 국가 소유 금융 기관의 대출이었으며, 지분 20%는 바텐폴에서 소유하고 있었다.
알란다 선 및 알란다 익스프레스는 1999년 11월 25일 개통되었다. 건설 이후 소유권은 A-바난 프로옉트로 되돌아갔으며, A-Train AB 측은 운영 및 관리 비용을 전담하게 되었다. 2004년 A-Train AB는 맥쿼리 그룹에 7천만 크로나에 인수되었고, 부채 3억 3천만 크로나가 넘어갔다.
2004년 스웨덴 감사원에서는 알란다 선의 건설 및 자금 지원의 과정에 문제가 있다고 지적하였고, 의회에 통보한 것 이상으로 재정적인 부담을 국가가 지고 있다고 하였다. 또한 의회에 알리지 않고 A-Train AB에 재정 지원을 하였고, 관리 계획이 모호하다고 하였다. 수요 예측도 올바르지 않다고 지적하였다. 계획 당시에는 40억 크로나 흑자를 예상하였으나, A-Train AB 측에서 가격 결정권을 가지고 있기 때문에, 가격이 너무 비싸서 이용객 수가 예상보다 적은 편이다. 스웨덴 의회에서 2008년 10월 7일 통과된 결의안에 따르면 알란다 선의 수익 보장 조약에는 문제가 많으며, A-Train AB는 알란다 익스프레스 요금 및 타 사업자의 정차료를 독점 결정할 수 있어서 공항 철도 이용객 수 및 승차권 가격 인상을 불러온다고 하였다.
스웨덴 정부에서는 2010년에 A-Train AB의 독점권을 인수하여 타 사업자 정차료를 폐지하고 알란다 익스프레스 독점권을 폐지하려고 하였다. 2008년 현재 공항 철도 이용률은 공항 근로자의 9%, 이용객의 25%를 차지하고 있다. 정치인들은 비싼 이용료 때문에 이용률이 저조하다고 지적하였다. A-Train AB의 CEO 페르 토르스텐손은 어차피 2040년에 운영권이 국가로 넘어가기 때문에 2010년에 인수를 하더라도 세금 낭비라고 밝혔다.

## 영향
항공 교통이 우세인 지역은 기차로는 시간이 오래 걸리는 해외 및 북부 노를란드 지역이다. 알란다 선은 이들 지역과 스톡홀름 알란다 공항의 배후 도시 스톡홀름, 노르셰핑, 외레브로 사이를 이동하는 시간을 단축시켰다. 항공과 철도가 경쟁하는 지역은 여전히 철도가 우세이다. 스톡홀름 및 주변 도시 노르셰핑, 린셰핑, 예블레, 후딕스발, 쇠데르함, 외레브로 등지에서는 알란다 선 완공 이후로 알란다 공항 접근성이 개선되어, 달라 공항의 이용객 수가 80% 이상 감소하였다.
스톡홀름-예테보리, 말뫼, 순스발 등 중거리 이용객은 알란다 선 이후에도 항공 교통의 점유율이 증가하지 않았다. 정부 투자자 카를 세데르셸드는 A-Train의 독점 운영권을 회수하여 타 사업자도 경쟁에 동참시켜 가격을 인상하고 접근성을 개선시킬 것을 주장하고 있으나, 이미 알란다 익스프레스가 시간당 최대 6회 운영하기 때문에 선로 용량의 문제도 있다. 2008년 연간 알란다 익스프레스 이용객은 320만 명, 웁토게트 이용객은 110만 명, SJ 이용객은 공개되지 않았다.

## 운행 구간
- 알란다 익스프레스
  - 오스트쿠스트 선 경유 스톡홀름 C
  - 알란다 쇠드라 (Arlanda Södra, 제 2-4 터미널)
  - 알란다 노라(Arlanda Norra, 제 5 터미널)
- 기타 사업자
  - 알란다 센트랄(Arlanda C)
  - 알란다 선 이외 정차역은 사업자별로 다르다.

SL 측에서는 2012년 스톡홀름 통근 열차를 알란다를 경유하여 웁살라로 연장할 계획을 가지고 있다. 현재 1시간당 2회 우플란드스 베스뷔로 가는 열차를 연장할 예정이다.

## 참조
1. ↑  http://www.dn.se/DNet/jsp/polopoly.jsp?d=573&a=734057%5B깨진+링크(과거+내용+찾기)%5D
2. ↑  “보관된 사본”. 2010년 9월 24일에 원본 문서에서 보존된 문서. 2010년 12월 4일에 확인함.